# Bakung Kenyah jezik
Bakung Kenyah jezik (ISO 639 identifier: boc; bakung, bakung kenya, bakong), dijalekt jezika usun apau kenyah [xkl], austronezijska porodica, nekad (do 2008) priznat za samostalni jezik čiji je identifikator [boc] povučen iz upotrebe 14 siječnja. Govori ga 1 485 u Indoneziji (2000 WCD) u graničnom području Sarawaka (Malezija) i Kalimantana, na rijeci Oga, jugoistočno od Datadiana i oko Kubumesaaija.
Kao dijalekti (pod-dijalekti) navode se boh bakung, oga bakung i kayan river bakung.

## Vanjske poveznice
- Ethnologue (14th)
- Ethnologue (16th)